# Osaka Grand Prix 2010
Osaka Grand Prix 2010 – mityng lekkoatletyczny, który odbył się w Osace 8 maja 2010 roku. Areną zawodów należących do cyklu World Challenge Meetings był Stadion Nagai – arena lekkoatletycznych mistrzostw świata z roku 2007. 

## Rezultaty

### Mężczyźni
| Konkurencja:               | 1. miejsce                                                                    | Wynik   | 2. miejsce                                                         | Wynik      | 3. miejsce                                                               | Wynik      |
| Bieg na 100 m              | Michael Frater                                                                | 10,24   | Travis Padgett                                                     | 10,34      | Naoki Tsukahara                                                          | 10,36      |
| Bieg na 200 m              | Michael Rodgers                                                               | 20,55   | Jared Connaughton                                                  | 20,61      | Shinji Tahahira                                                          | 20,78      |
| Bieg na 800 m              | Masato Yokota                                                                 | 1:47,23 | James Gurr                                                         | 1:48,65    | Hikaru Miyazaki                                                          | 1:48,95    |
| Bieg na 1500 m             | Caleb Mwangangi Ndiku                                                         | 3:39,33 | James Kaan                                                         | 3:40,80 PB | Yuichiro Ueno                                                            | 3:40,83 PB |
| Bieg na 110 m przez płotki | Shi Dongpeng                                                                  | 13,42   | Jeff Porter                                                        | 13,45      | Tasuku Tanonaka                                                          | 13,73      |
| Bieg na 400 m przez płotki | Mahau Sugimachi                                                               | 49,19   | Stanisław Melnykow                                                 | 49,34 PB   | Takayuki Koike                                                           | 49,42      |
| Sztafeta 4 x 400 m         | Japonia · Kenji Fujimitsu · Yūzō Kanemaru · Hideyuki Hirose · Yusuke Ishizuka | 3:04,49 | Australia · Ben Offereins · Joel Milburn · Matt Lynch · James Gurr | 3:09,28    | Dania · Daniel B. Christensen · Nicklas Hyde · Andreas Bube · Jacob Riis | 3:09,60    |
| Skok w dal                 | Su Xiongfeng                                                                  | 8,11 PB | Chris Neffke                                                       | 7,92       | Brian Johnson                                                            | 7,84       |
| Pchnięcie kulą             | Christian Cantwell                                                            | 21,34   | Zhang Jun                                                          | 19,81      | Daniel Taylor                                                            | 18,99      |
| Rzut młotem                | Dilszod Nazarow                                                               | 78,84   | Jury Szajunou                                                      | 77,95      | Kōji Murofushi                                                           | 77,86      |
| Rzut oszczepem             | Stuart Farquhar                                                               | 82,41   | Ilja Korotkow                                                      | 81,16      | Kārlis Alainis                                                           | 79,32      |

### Kobiety
| Konkurencja:               | 1. miejsce               | Wynik    | 2. miejsce         | Wynik    | 3. miejsce        | Wynik    |
| Bieg na 100 m              | Veronica Campbell-Brown  | 11,02    | Chisato Fukushima  | 11,27    | Melissa Breen     | 11,47    |
| Bieg na 400 m              | Joanne Cuddihy           | 52,15    | Clora Williams     | 52,93    | Chen Jingwen      | 53,69    |
| Bieg na 5000 m             | Ann Karindi              | 15:15,19 | Eloise Wellings    | 15:16,87 | Kayoko Fukushi    | 15:17,86 |
| Bieg na 100 m przez płotki | Virginia Powell-Crawford | 12,76    | Teteana Dektyareva | 12,88    | Perdita Felicien  | 13,03    |
| Bieg na 400 m przez płotki | Lauren Boden             | 55,25 PB | Nicole Leach       | 55,52    | Miyabi Tago       | 55,99 PB |
| Skok o tyczce              | Melinda Owen             | 4,45 PB  | Jillian Schwartz   | 4,40     | Alana Boyd        | 4,40     |
| Rzut dyskiem               | Dani Samuels             | 63,75    | Becky Breisch      | 62,40    | Zinaida Sendriūtė | 58,22    |